# Echter Galgant
Der Echte Galgant (Alpinia officinarum), auch Galgantwurzel, Kleiner Galgant, Galgant oder Siam-Galgant genannt, ist eine Pflanzenart, die zur Familie der Ingwergewächse (Zingiberaceae) gehört. Er wird als Gewürz- und Heilpflanze verwendet und ist eine von vier ingwerartigen Pflanzen, die als Galgant (lateinisch galganum) bezeichnet werden.

## Verbreitung
Er ist auf der Insel Hainan heimisch und wird dort sowie in Thailand und ganz Südostasien angebaut.

## Beschreibung
Der Echte Galgant ist eine ausdauernde krautige Pflanze, die Wuchshöhen von 1,50 Meter erreicht. Es werden schlank-zylindrische, horizontal auswachsende Rhizome als Überdauerungsorgane gebildet. Die ganzrandigen Laubblätter sind ungestielt; sie werden 20 bis 30 cm lang und 1 bis 2,5 cm breit.
Es werden traubige Blütenstände mit kleinen Hochblättern gebildet. Die zwittrigen Blüten sind weiß mit rötlichen Linien. Die verwachsenen Kelchblätter sind etwa 1,5 cm lang. Die zu einer Röhre verwachsenen Kronblätter sind 8 bis 10 cm lang. Der Fruchtknoten ist behaart. Es wird eine rundliche, rote Kapselfrucht gebildet mit etwa 1 cm Durchmesser.
Sie blüht von April bis September und fruchtet von Mai bis November.
Die Chromosomenzahl beträgt 2n = 48.

## Nutzung

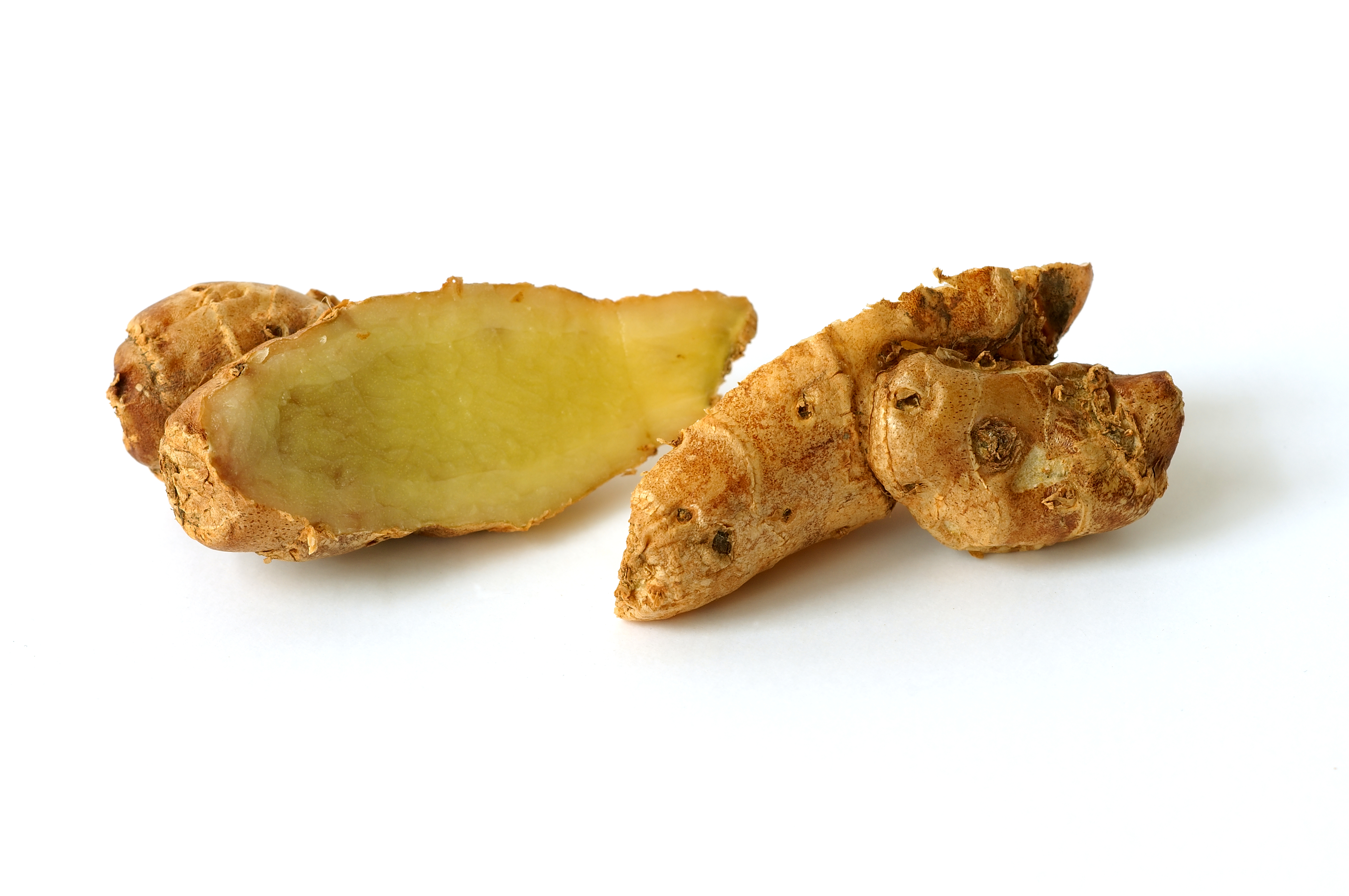
Rhizom von Alpinia officinarum

### Kulinarische Verwendung
Das bis zu einem Meter lange Rhizom wird als Speisegewürz verwendet. Es riecht würzig und schmeckt bitter aromatisch sowie schwach brennend, erinnert etwas an Ingwer. Galgant ist Bestandteil von Gewürzmischungen (zum Beispiel Curry oder Leberwurstgewürz) und wird auch bei der Herstellung von Kräuterlikören und Limonaden (z. B. Cola) geschätzt. Der gemahlene, als Gewürz verwendete Wurzelstock wird auch als Laospulver bezeichnet.

### Medizinische Verwendung
Die Pflanzenheilkunde nutzt das im Rhizom vorhandene ätherische Öl mit Gingerolen, Galangol, Flavonoiden und Gerbstoffen. Neben der Anregung der Verdauung wirken die Inhaltsstoffe karminativ (krampflösend) sowie bakterien- und entzündungshemmend (antiphlogistisch). Dadurch bietet sich eine Verwendung bei Appetitlosigkeit, Problemen bei der Verdauung wie Flatulenzen (Blähungen), funktioneller Dyspepsie (Magenverstimmung), Übelkeit und Völlegefühl sowie bei leichten krampfartigen Beschwerden im Magen-Darm-Bereich an. Echter Galgant soll gegen Seekrankheit helfen.
Neben fungiziden Wirkungen konnten tumorwachstumhemmende Effekte des Galgant nachgewiesen werden, und er vermag im Zusammenspiel mit zytostatischen Mitteln zytotoxische Eigenschaften von Chemotherapien zu unterdrücken.
Der Echte Galgant (lateinisch früher auch als Galanga bezeichnet) wird heutzutage selten als Heilpflanze verwendet. Im Mittelalter galt der im humoralpathologischen Sinne „trockene“ und „heiße“ Galgant bezüglich seiner Heilanzeigen als Arzneimittel austauschbar mit den Blütenknospen und Blättern vom Gewürznelkenbaum. Neben dem Echten Galgant wurde als „Galgant“ auch die chinesische Art Alpinia chinensis verwendet.

## Geschichte

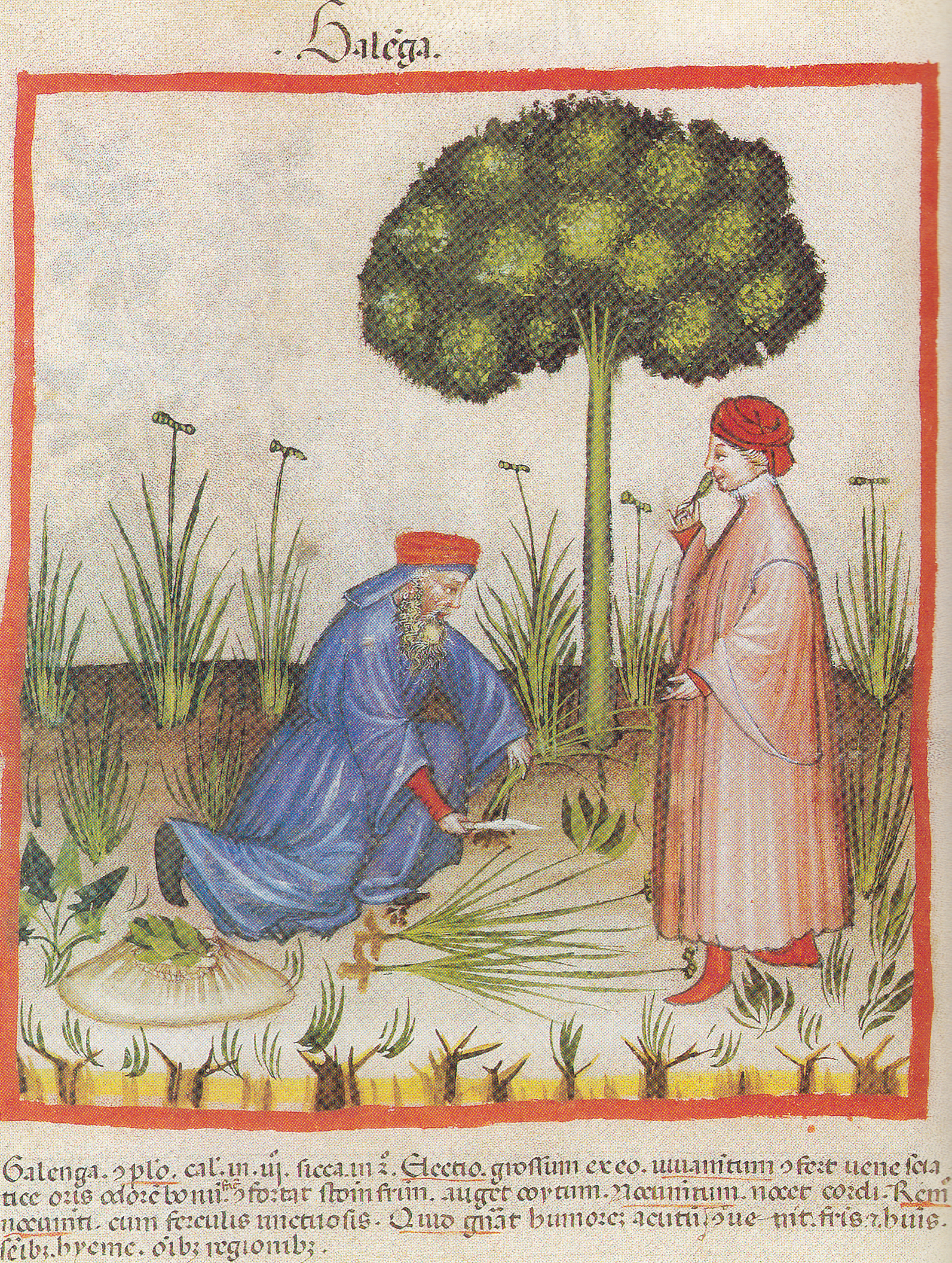
Galenga (Alpinia officinarum). In: Abdul ibn Butlan. Tacuinum sanitatis in medicina. 13. Jh., Codex Vindobonensis Series Nova 2644, Blatt 32v

### China
Im chinesischen Arzneibuch „Sammlung von Rezepten berühmter Ärzte“ (Míngyī biélù) des Taoisten, Mathematikers, Alchemisten und Arztes Táo hóng jĭng (452–536) wurde die Arznei-Wirkung der Wurzel des Echten Galgants (膏良姜 gāoliángjiāng) erstmals beschrieben. Wegen ihres scharfen Geschmacks und wegen ihrer starken Wärmewirkung wurde sie zur Behandlung von „kühlen“ Magen-Darm-Erkrankungen verwendet. Die aktuell gültigen chinesischen Arzneibücher empfehlen die Droge zur Behandlung folgender Erkrankungen: Kühle-Schmerz im Bauch, Magen-Kälte und Erbrechen, Aufstoßen und Sodbrennen.

### Arabien und Europa
Dioskurides, Plinius und Galenos kannten den Echten Galgant nicht. Von arabischen Kaufleuten wurde er vermutlich erst im frühen Mittelalter über Indien nach Westen gebracht.

Im 10. Jahrhundert verfasste der Arzt und Medizinhistoriker Ibn Ğulğul (Ibn Dschuldschul) in Córdoba eine Arbeit mit dem Titel  Maqāla fī Ḏikr al-adwiya allatī lam yaḏkuruhā Diyūsqūrīdas fī kitābihī („Ergänzungen zu Dioskurides Materia medica …“). Darin nannte er den Galgant „Hūlanğān“: 

„Hūlanğān. Eine indische Droge, warm und feucht. Sie steigert die Potenz, ist dem kalten Magen bekömmlich, von angenehmem Geruch, kräftigt den Magen, die kalte Leber und die inneren Organe.“

Von späteren arabischen und europäischen Autoren wurden diese Angaben übernommen und ergänzt.

Im 19. Jahrhundert war die Wurzel des Echten Galgants Bestandteil der Tinctura aromatica – der Aromatischen Tinktur. Diese wurde zur Gruppe der „Reizenden Arzneimittel (Erethistica)“ gerechnet: 

„Nimm: Zimmtcassie zwei Unzen [ca. 58 Gramm], kleine Kardamomen, Gewürznelken, Galgantwurzel, Ingwerwurzel von jedem eine halbe Unze [ca. 14,5 Gramm]. Pulvere sie gröblich, und gieße darauf rektifizierten Weingeist zwei Pfund. Mazeriere acht Tage in einem verschlossenen häufig zu schüttelnden Gefäße, dann presse aus und filtriere. Sie sei von rothbrauner Farbe.“